# David Proval
David Aaron Proval (20 de mayo de 1942), más conocido como David Proval, es un actor estadounidense, principalmente famoso por dos papeles: como Richie Aprile en la serie Los Soprano y como Tony DeVienazo en la película Mean Streets, de Martin Scorsese.

## Biografía
David Proval nació en Brooklyn, Nueva York, en una familia de origen judío, hijo de la actriz Clara Katz, nacida en Bucarest, Rumania. Ha aparecido en películas como Mean Streets, The Shawshank Redemption, Mob Queen, Four Rooms, UHF, The Siege, Pete Smalls Is Dead, e hizo un cameo en Smokin' Aces. En televisión, ha tenido participaciones recurrentes en series como Los Soprano, Picket Fences y Everybody Loves Raymond.